# راکی پوینت (آریزونا)
راکی پوینت (به انگلیسی: Rocky Point) یک منطقهٔ مسکونی در ایالات متحده آمریکا است که در آریزونا واقع شده است. راکی پوینت ۳۸۱ متر بالاتر از سطح دریا قرار دارد.